# Зомбор
Зомбор (словац. Zombor) — село, громада округу Вельки Кртіш, Банськобистрицький край, центральна Словаччина, регіон Новоград. Кадастрова площа громади — 3,29 км².
Населення 147 осіб (станом на 31 грудня 2017 року).

## Історія
Зомбор вперше згадується в 1327 році.

## Населення
| Рік:            | 1994. | 2004.   | 2014.    | 2024.   |
| --------------- | ----- | ------- | -------- | ------- |
| Кількість осіб: | 93    | 99      | 149      | 144     |
| Різниця:        |       | +6,45 % | +50,50 % | -3,35 % |

| Рік:            | 2023. | 2024.   |
| --------------- | ----- | ------- |
| Кількість осіб: | 147   | 144     |
| Різниця:        |       | -2,04 % |

## Персоналії
- Йозеф фон Бакі (1902—1966) — німецький кінорежисер угорського походження.